# Jordan Kerr
Jordan Kerr (Adelaide, 26 oktober 1979) is een Australisch tennisser. Hij werd professioneel tennisser in 1998 en is voornamelijk actief in het herendubbeltennis.
Kerr won tot op hedennegen ATP-toernooien in het dubbelspel waarvan vijf keer het ATP-toernooi van Newport.

## Palmares
| Legenda                       | Legenda               |
| ----------------------------- | --------------------- |
| Grand Slam                    |                       |
| Olympische Spelen             |                       |
| tot 2009                      | vanaf 2009            |
| Tennis Masters Cup            | ATP Finals            |
| ATP Masters Series            | ATP Tour Masters 1000 |
| ATP International Series Gold | ATP Tour 500          |
| ATP International Series      | ATP Tour 250          |

| Nr.                          | Datum            | Toernooi         | Ondergrond    | Partner          | Tegenstanders in finale          | Score                  | Details |
| ---------------------------- | ---------------- | ---------------- | ------------- | ---------------- | -------------------------------- | ---------------------- | ------- |
| Gewonnen finales herendubbel |                  |                  |               |                  |                                  |                        |         |
| 1.                           | 13 juli 2003     | ATP Newport      | Gras          | David Macpherson | Julian Knowle Jürgen Melzer      | 7–6(4), 6–3            | Details |
| 2.                           | 11 juli 2004     | ATP Newport      | Gras          | Jim Thomas       | Grégory Carraz Nicolas Mahut     | 6–3, 6–7(5), 6–3       | Details |
| 3.                           | 25 juli 2004     | ATP Indianapolis | Hardcourt     | Jim Thomas       | Wayne Black Kevin Ullyett        | 6–7(7), 7–6(3), 6–3    | Details |
| 4.                           | 10 juli 2005     | ATP Newport      | Gras          | Jim Thomas       | Graydon Oliver Travis Parrott    | 7–6(5), 7–6(5)         | Details |
| 5.                           | 29 april 2007    | ATP Casablanca   | Gravel        | David Skotch     | Łukasz Kubot Oliver Marach       | 7–6(4), 1–6, [10–4]    | Details |
| 6.                           | 15 juli 2007     | ATP Newport      | Gras          | Jim Thomas       | Nathan Healey Igor Koenitsyn     | 6–3, 7–5               | Details |
| 7.                           | 7 oktober 2007   | ATP Tokio        | Hardcourt     | Robert Lindstedt | Frank Dancevic Stephen Huss      | 6–4, 6–4               | Details |
| 8.                           | 2 maart 2008     | ATP Zagreb       | Hardcourt (i) | Paul Hanley      | Christopher Kas Rogier Wassen    | 6–3, 3–6, [10–8]       | Details |
| 9.                           | 12 juli 2009     | ATP Newport      | Gras          | Rajeev Ram       | Michael Kohlmann Rogier Wassen   | 6–7(6), 7–6(7), [10–6] | Details |
| Verloren finales herendubbel |                  |                  |               |                  |                                  |                        |         |
| 1.                           | 6 februari 2005  | ATP Delray Beach | Hardcourt     | Jim Thomas       | Simon Aspelin Todd Perry         | 3–6, 3–6               | Details |
| 2.                           | 9 mei 2009       | ATP München      | Gravel        | Ashley Fisher    | Jan Hernych Ivo Minář            | 4–6, 4–6               | Details |
| 3.                           | 26 juli 2009     | ATP Indianapolis | Hardcourt     | Ashley Fisher    | Ernests Gulbis Dmitri Toersoenov | 4–6, 6–3, [9–11]       | Details |
| 4.                           | 11 oktober 2009  | ATP Tokio        | Hardcourt     | Ross Hutchins    | Julian Knowle Jürgen Melzer      | 2–6, 7–5, [8–10]       | Details |
| 5.                           | 17 januari 2010  | ATP Sydney       | Hardcourt     | Ross Hutchins    | Daniel Nestor Nenad Zimonjić     | 3–6, 6–7(5)            | Details |
| 6.                           | 21 februari 2010 | ATP Memphis      | Hardcourt (i) | Ross Hutchins    | John Isner Sam Querrey           | 4–6, 4–6               | Details |

## Prestatietabellen
| Legenda | Legenda                          |
| ------- | -------------------------------- |
| g.t.    | geen toernooi gehouden           |
| l.c.    | lagere categorie                 |
| –       | niet deelgenomen                 |
| G       | uitgeschakeld in de groepsfase   |
| 1R      | uitgeschakeld in de eerste ronde |
| 2R      | uitgeschakeld in de tweede ronde |
| 3R      | uitgeschakeld in de derde ronde  |
| 4R      | uitgeschakeld in de vierde ronde |
| KF      | uitgeschakeld in de kwartfinale  |
| HF      | uitgeschakeld in de halve finale |
| F       | de finale verloren               |
| W       | het toernooi gewonnen            |
| w-v     | winst/verlies-balans             |

### Prestatietabel grand slam, dubbelspel
| Toernooi        | 1998 | 2001 | 2002 | 2003 | 2004 | 2005 | 2006 | 2007 | 2008 | 2009 | 2010 | 2011 |
| --------------- | ---- | ---- | ---- | ---- | ---- | ---- | ---- | ---- | ---- | ---- | ---- | ---- |
| Australian Open | 1R   | 2R   | 2R   | 2R   | 1R   | 2R   | 3R   | 3R   | 1R   | 3R   | 1R   | 1R   |
| Roland Garros   | –    | 1R   | 2R   | 1R   | 2R   | 1R   | 1R   | 2R   | 2R   | 1R   | 1R   | –    |
| Wimbledon       | –    | –    | 1R   | 2R   | 1R   | 1R   | 1R   | 1R   | 3R   | 2R   | 2R   | –    |
| US Open         | –    | –    | 3R   | 2R   | 2R   | 2R   | 1R   | 3R   | 1R   | 1R   | 2R   | –    |